# Chaumuzy
Chaumuzy è un comune francese di 340 abitanti situato nel dipartimento della Marna nella regione del Grand Est.

## Società

### Evoluzione demografica
Abitanti censiti

## Luoghi d'interesse
Monumento ai soldati italiani della prima guerra mondiale